# Niklas Kreutzmann
Niklas Bach Kreutzmann (Aalborg, 18 de septiembre de 1982) es un exfutbolista groenlandés que jugó para la Selección de Groenlandia.

## Trayectoria
Inició su carrera profesional en el 2001 en su país natal, jugando para el Frederikshavn fI de la liga de segunda división. Tras tres temporadas, ficha por el Aarhus Fremad de esa misma liga, siendo uno de los mejores jugadores en la temporada 2005/06, en la que ascendió a primera división. En dicho club sigue jugando hasta la actualidad.

## Selección nacional
Nació en Dinamarca, pero en el 2003 decidió jugar internacionalmente para Groenlandia, una dependencia autónoma del país danés. Ha jugado por su selección de adopción en los Juegos de las Islas, la FIFI Wild Cup y la ELF Cup.
Ha jugado 14 partidos por Groenlandia y ha anotado 4 goles.

## Clubes
| Club             | País      | Año         |
| ---------------- | --------- | ----------- |
| Frederikshavn fI | Dinamarca | 2001 - 2004 |
| Aarhus Fremad    | Dinamarca | 2004-       |